# Momoria felica
Momoria felica är en insektsart som beskrevs av Blocker 1979. Momoria felica ingår i släktet Momoria och familjen dvärgstritar. Inga underarter finns listade i Catalogue of Life.